# Joseph Huỳnh Văn Sỹ
Joseph Huỳnh Văn Sỹ (ur. 10 maja 1962 w Go Thi) – wietnamski duchowny rzymskokatolicki, biskup diecezjalny Nha Trang od 2023.

## Życiorys

### Prezbiterat
Święcenia kapłańskie otrzymał 12 maja 1999 i został inkardynowany do diecezji Quy Nhơn. Po święceniach i studiach w Rzymie został sekretarzem biskupim, a od 2009 pełnił funkcje wikariusza sądowego oraz rektora diecezjalnego seminarium.

### Episkopat
1 maja 2023 papież Franciszek mianował go biskupem diecezji Nha Trang. SakraSakry udzielił mu 27 czerwca 2023 arcybiskup Joseph Nguyễn Chí Linh.